# 乃木神社 (京都市)

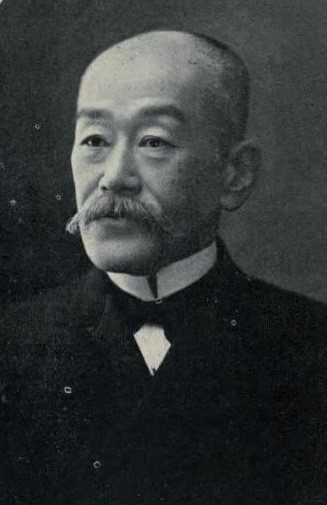
村野山人

乃木神社（のぎじんじゃ）は、京都市伏見区にある神社。旧社格は府社。伏見桃山陵（明治天皇陵）の麓にある。

## 歴史
1916年（大正5年）9月13日に創建された。建立の中心となった村野山人は薩摩藩（鹿児島県）出身の衆議院議員で、山陽鉄道、豊州鉄道、阪鶴鉄道、門司鉄道、摂津電気鉄道、豊川鉄道、南海電気鉄道、京阪電気鉄道、神戸電気鉄道、浪速起動等の設立や取締役を歴任した人物であり、乃木の殉死時には、京阪電気鉄道の代表として明治天皇の「埋柩の儀」に参加していた。村野は乃木の殉死に強い衝撃と感銘を受け、乃木没後一年後に全ての役職を辞職して周囲の賛同と村野個人の全財産を投じて建立された。その後、府社に列せられている。

## 祭神
- 主祭神 - 乃木希典、乃木静子

## 境内
- 本殿
- 拝殿
- 山城ゑびす神社 - 摂社。1919年（大正8年）「静魂神社」として創建され静子夫人の霊を祀るが、後に七福神が合祀されて「靜魂七福社」となる。2006年（平成18年）、乃木神社創建90周年を機に静子夫人の御霊を本殿に遷して七福神を祭神とする山城ゑびす神社に改称する。2015年（平成27年）には祭神を恵比須神のみとするように改めた。
- 内苑 - 本殿の周辺に整備されている。内苑には乃木三絶と云われている真筆の三歌碑がある。
- 壽号・璞号 - 乃木大将の愛馬で、ロシアの将軍ステッセルから贈られた白馬・壽号とその子馬・璞号の銅像。
- 村野山人像
- 社務所
- 長府乃木旧邸 - 乃木大将が幼少のとき、暮らすことになった住まいを復元したものである[1]。
- 記念館 - 日露戦争の際南満州で第3軍司令部として使用された民家[1]。乃木大将が旅順攻略の指揮を取り約1年間居住した。神社創建時に家主から建物全体を買い上げ、そのまま移築したもの。従って建物の腰石も現地で使われていた物であり、「漣痕」模様の化石がみられる。
- 宝物館 - 創建と同時に建てられた蔵作りの館内には乃木大将直筆の書をはじめ、乃木夫妻の生活調度品、武具、奉納品など百数十点の宝物を展示している。
- 乃木将軍景仰の碑 - 日露戦争終結後、大阪の一女性に依頼されて徳富蘇峰が揮毫したもの。
- 装甲巡洋艦吾妻の主錨 - 日露戦争時、装甲巡洋艦として活躍した吾妻は、太平洋戦争中の1944年（昭和19年）に除籍されたが、慰霊のモニュメントとして移設、安置された。
- 乃木希典胸像（乃木将軍胸像） - 小倉右一郎作。
- その他 - 後藤貞行（愛馬疾走）、梶佐太郎（七寶焼大花瓶）、長谷川榮作（乃木大将木像、静子夫人木像）など
- 神門 - 4脚入母屋平入の木造銅板葺の門である。台湾檜（阿里山）で建てられている。

## 現地情報
所在地
- 京都府京都市伏見区桃山町板倉周防32-2

「板倉周防」という地名は、桃山にかつて伏見城があった時に板倉周防守の屋敷があったことに由来している。「京都市伏見区の町名#旧堀内村」を参照
交通アクセス
- 最寄駅：奈良線桃山駅下車後、徒歩約10分
- 最寄駅：近鉄京都線桃山御陵前駅下車後、徒歩約20分
- 最寄駅：京阪本線伏見桃山駅下車後、徒歩約20分
- 最寄バス停：京阪バス京都橘高校停留所